# Bandeira do Brasil (Jorge Eduardo)
Bandeira do Brasil é um quadro de Jorge Eduardo, realizado em 1995 e pertencente ao acervo do Palácio do Planalto. A obra é uma reprodução da bandeira nacional localizada em frente à sede do governo, em Brasília, e apareceu comumente em pronunciamentos presidenciais. O pintor revelou ter realizado o quadro para o então presidente Fernando Henrique Cardoso.
A obra foi danificada no contexto das invasões terroristas em Brasília, em 2023, juntamente com outras obras como Bailarina de Victor Brecheret e Araguaia de Marianne Peretti.